# Незбутниця
Незбутниця, ґалінсоґа (Galinsoga) — рід квіткових рослин із родини айстрових. Він походженням з Північної і Південної Америки та Вест-Індії, натуралізований в Європі, Азії, Африці та Австралії.
Назва ґалінсоґа була дана на честь Іґнасіо Маріано Мартінеса де Ґалінсоґи, який заснував іспанську Королівську академію національної медицини та був директором Королівського ботанічного саду Мадрида.
Види 
- Galinsoga amboensis D.L.Schulz
- Galinsoga boliviensis Canne-Hill.
- Galinsoga caligensis Canne-Hill.
- Galinsoga calva Rusby
- Galinsoga crozierae Panero
- Galinsoga durangensis (Longpre) Canne-Hill.
- Galinsoga formosa Canne-Hill.
- Galinsoga longipes Canne
- Galinsoga macrocephala H.Rob.
- Galinsoga mandonii Sch.Bip.
- Galinsoga mollis McVaugh
- Galinsoga parviflora Cav.
- Galinsoga quadriradiata Ruiz & Pav. (те саме, що Galinsoga ciliata (Raf.) S.F.Blake)
- Galinsoga spellenbergii B.L.Turner
- Galinsoga subdiscoidea Cronquist
- Galinsoga triradiata Canne-Hill.

В Україні зростає два види: Galinsoga quadriradiata (незбутниця волохата як Galinsoga ciliata) та незбутниця дрібноцвіта (Galinsoga parviflora).